# Lichauri
Lichauri – wieś w Gruzji, w regionie Guria, w gminie Ozurgeti. W 2014 roku liczyła 952 mieszkańców.